# Меллужи
Ме́ллужи (латыш. Melluži) — составная часть города-курорта Юрмалы, в прошлом один из дачных посёлков Рижского взморья. Располагается между Пумпури и Асари. Во времена Российской империи составлял единое целое с Асари (Асерном) и был известен под обобщающим названием Карлсбад.

## История развития курорта
Впервые поселение Меллуж (вариант названия Меллужи) было упомянуто в церковной книге 1693 года при обозначении направления движения: zu Melluschen in Kurland. По одной из версий, название поселения было связано с изобилием черники, встречавшейся в окрестных лесах (от латышского mellene — черника). Первоначально Меллужи представлял собой небольшой рыбацкий посёлок, главной «достопримечательностью» которого была корчма.
В 1827 году у поселения было официально сменено название, что было связано с приобретением территории поселения зажиточным землевладельцем — остзейским немцем, бароном Карлом Фирксом. Это обусловило появление топонима «Карлсбад». Для отдыхающих, число которых в 20-е — 30-е годы XIX века постоянно возрастало, на деньги Фиркса была построена современная купальня, что также повлияло на новое название. Вскоре название Карлсбад автоматически распространилось на окрестные поселения, в том числе так начали называть местечко Пумпури.
В конце 1830-х годов Карл Фиркс начал сдавать дачные помещения в аренду, открыв для себя новый бизнес. Центром инициированного бароном дачного строительства стала главная улица поселения — Дюнная улица.
В 1881 году открывается заведение «тепловых морских ванн», которое со временем снискало необычайную популярность у курортников. В 1887 году была открыта аптека. Сперва отдыхающие, жильцы дачных домиков, должны были самостоятельно «добывать» почту, направляясь на главный кургауз, затем её начали разносить по домам, а в 1910 году было открыто новое почтовое отделение, также взвалившее на себя обязанности по рассылке почты.
Правила купания в Карлсбаде практически не отличались от таковых в других поселениях: купальные часы были раздельными для мужчин и женщин, курортники могли принимать ванны до 10 часов, после 10 до 1 дня подходила очередь курортниц и их детей. За соблюдением правил, разрабатываемых Дуббельнским купальным обществом, следили городовые, отличительной особенностью которых был белый китель. Если нарушитель купального порядка попадался впервые, с него брали 3 рубля штрафа, во второй раз ослушник должен был отстегнуть блюстителю порядка 6 рублей, а в случае допущения правонарушения в третий раз нерадивого курортника изгоняли за пределы пляжа. Характерным был способ въезжания в море, здесь это можно было сделать эксклюзивно, «по-карлсбадски» — в деревянных домиках-фургончиках, перевозимых запряжёнными лошадьми.

## Известные курортники
Одним из известных курортников, когда-либо приезжавших в Карлсбад, был русский писатель Николай Лесков, открывший для себя достоинства Рижского штранда в 1879 году. Его отзыв не был лестным во всех отношениях: «Скуки здесь вдоволь, а грубого циничного немецкого разврата ещё больше». В 1901 году на Якобштатской улице в Карлсбаде снял дачу Леонид Андреев, на которого рижский курорт произвёл более благоприятное впечатление: «Я долго глядел на сверкающую пену прибоя, на нежные и чистые краски воды, неба и зелёного берега — и никак не мог поверить, что всё это правда». В 80-е годы XIX века карлсбадские концерты, устраивавшиеся регулярно в парке курорта, не оставили равнодушным Ивана Александровича Гончарова, полюбившего Рижский штранд в поздний период своей жизни. С 1910 по 1914 год в летний дом к своей бабушке приезжал будущий советский драматург и литературный критик Всеволод Вишневский, который в те времена проходил обучение на гимназических курсах. Дом бабушки Вишневского располагался на Учительской улице. По воспоминаниям Вишневского, практически все дачи в округе традиционно снимались или принадлежали русским курортникам.
В 1930-е годы поселение Меллужи облюбовали представители русской литературной и артистической интеллигенции, навещая это тихое и спокойное место в летний период.

## Курорт в военное время
Первая мировая война нанесла серьёзный урон известному рижскому курорту Карлсбаду. В ходе ожесточённых боестолкновений за Ригу были сожжены кургауз, старая купальня Фиркса, морской павильон, аптека и многие другие увеселительные рекреационные учреждения. В связи с провозглашением страной независимости в начале 20-х годов XX века было принято решение о возвращении курорту исторического названия — Меллужи. Тогда курорт автоматически «раскололся» на два дополнявших друг друга сектора — Меллужи I и Меллужи II, правда, через некоторое время первые Меллужи были переименованы в Пумпури.

## История курорта в XX веке
В советский период в процессе объединения разрозненных поселений в единую Юрмалу (этот процесс уже был осуществлён Ульманисом, а в советское время произошло уже окончательное объединение) Меллужи влился в состав «всесоюзной здравницы». В поселении закипела активная рекреационная жизнь: в начале 70-х был открыт популярный кинотеатр «Меллужи», хорошей славой пользовался ресторан «Лайкс», находившийся на проспекте Меллужу. Ресторан был построен и открыт в довоенный период, тогда он носил название «Калнс», при нём действовала качественная кондитерская. В 90-е годы, после провозглашения независимости Латвии и прихода Юрмалы в упадок, обусловленного спадом туризма и кризисом финансирования, обветшавшее здание знакового довоенного и популярного советского ресторана было снесено, в настоящее время он возродился в другом месте в Пумпури. Фактически единственное здание, помнящее период расцвета Меллужи 70-х — 80-х, сохранившееся до наших дней — здание книжного магазина, небольшое по размеру, находящееся близко к дороге. Также о прошлом свидетельствует пункт обмена газовых баллонов, куда приезжали со всей Юрмалы. Свидетелями прошлой, ещё дореволюционной эпохи, являются дома с красивыми башенками и изящными флюгерами, расположенные вдоль проспектов в Асари и Меллужи, а также неподвластный времени поэтичный дюнный пейзаж, воспетый писателями Леонидом Андреевым и Сергеем Горским.

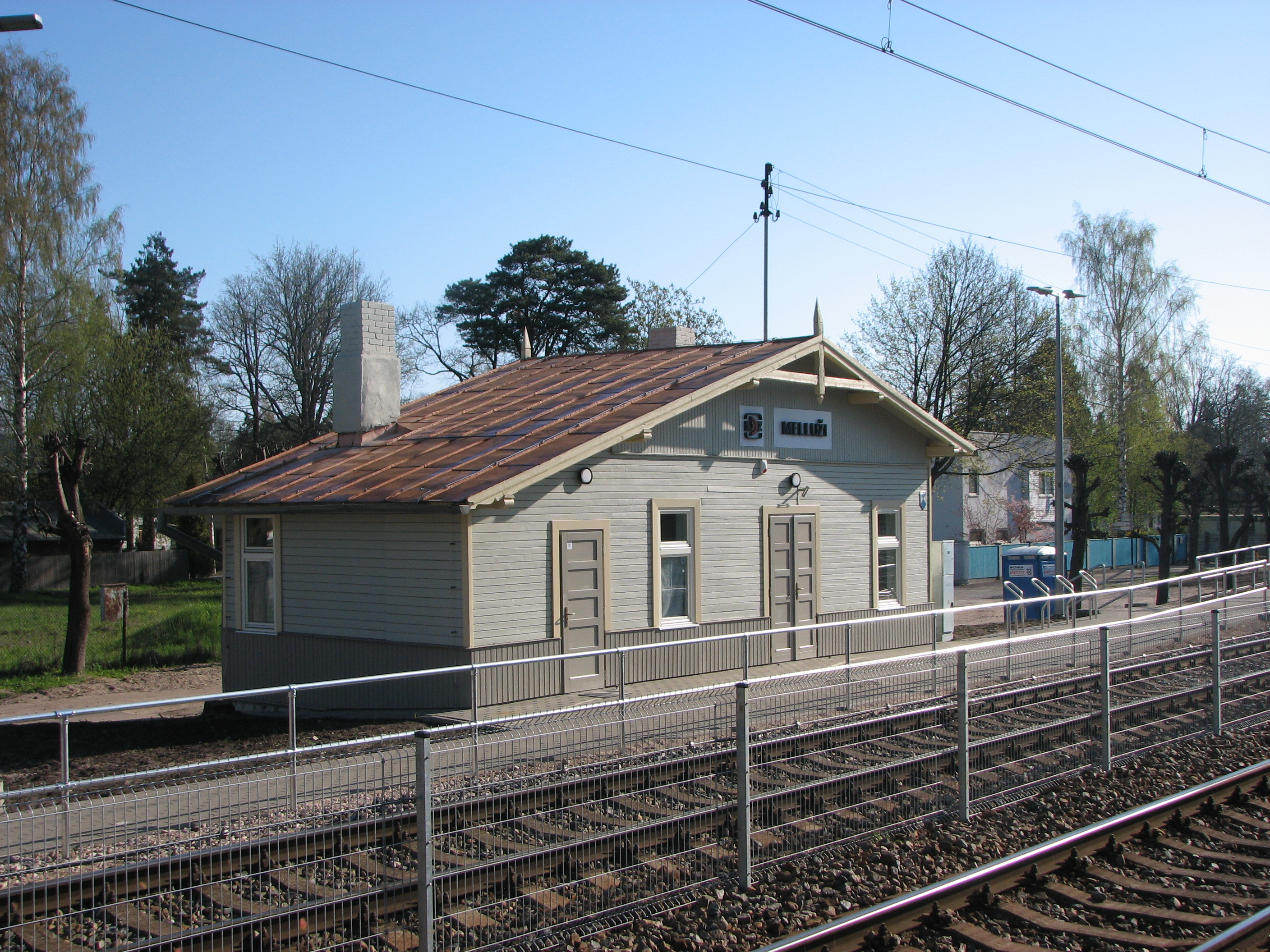
Железнодорожная станция Меллужи, Юрмала, Латвия.
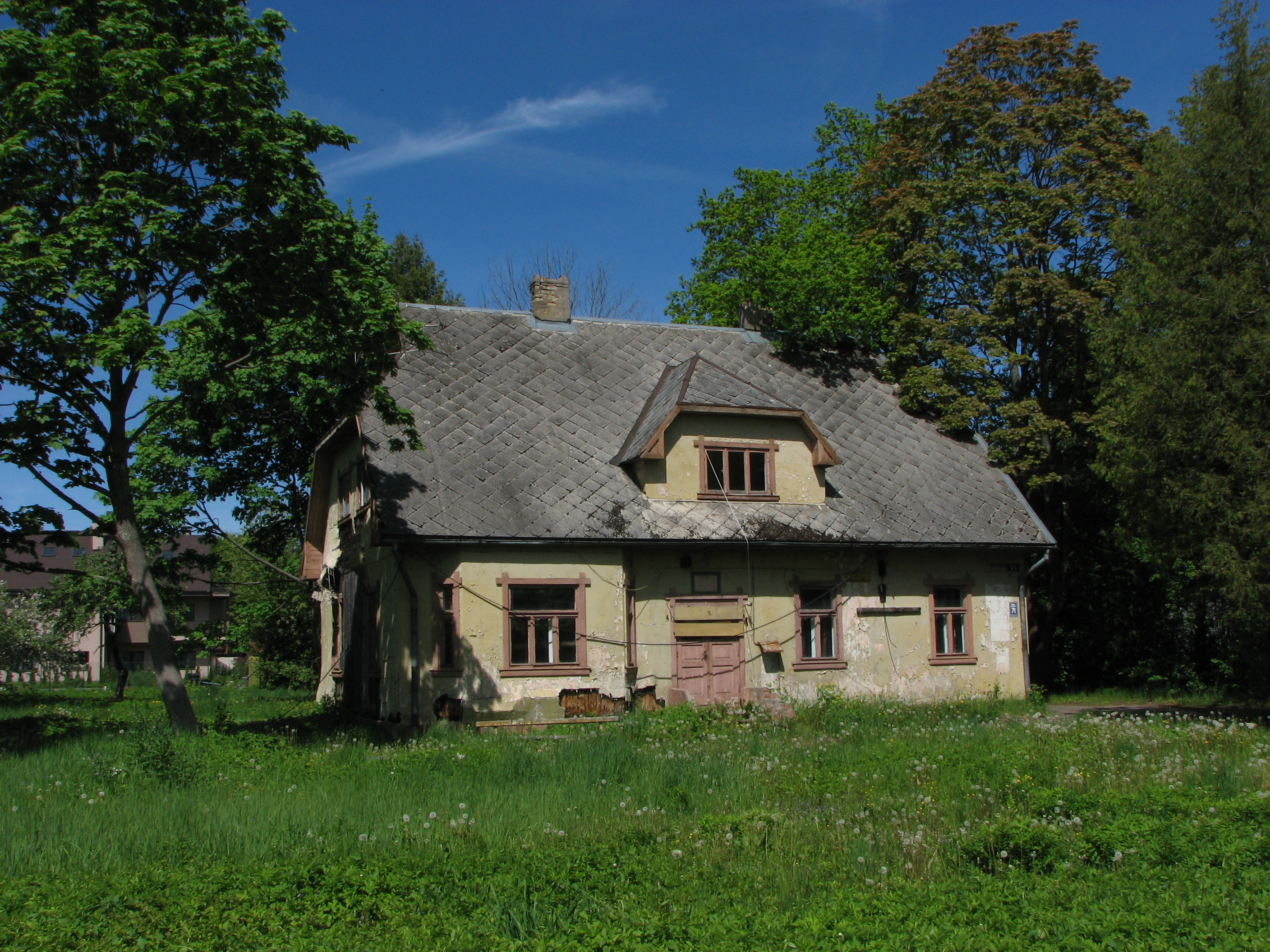
Юрмала, Меллужи. Старая почта.